# Momir Rnić (jugosłowiański piłkarz ręczny)
Momir Rnić (ur. 3 lutego 1955 w Sečanju) – serbski piłkarz ręczny. W barwach Jugosławii dwukrotny medalista olimpijski.
Mierzący 189 cm wzrostu zawodnik był mistrzem olimpijskim w Los Angeles w 1984 (Jugosławia była jednym z państw komunistycznych, które wzięły udział w olimpiadzie) oraz w brązowym medalistą igrzysk w Seulu. Wcześniej brał udział w IO 80 (szóste miejsce). W 1986 znajdował się w gronie mistrzów świata.
Piłkarzem ręcznym oraz olimpijczykiem jest również jego syn o tym samym imieniu.